# Wa'zeb

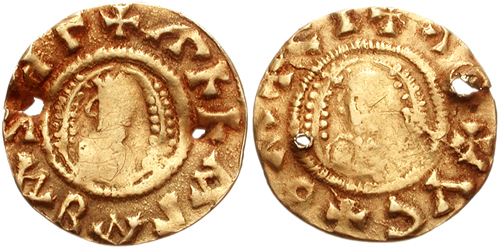
Münze des Wa' zeb/Ella Gabaz

Wa'zeb (geschrieben W'ZB) oder Ella Gabaz war ein christlicher König des Aksumitischen Reiches in Afrika, der Mitte des sechsten Jahrhunderts regierte. Er benutzte den Namen Ella Gabaz auf seinen Münzen, während er sich W'ZB in einer Inschrift nennt, wo er sich auch als Sohn des Ella Asbeha bezeichnet.
Der Herrscher erscheint vielleicht auch als Za-Gabaza Aksum in der Geschichte Der Apostel von Eritrea, die von Abba Libanos verfasst wurde.